# بنك بوتسوانا
بنك بوتسوانا هو البنك المركزي لدولة بوتسوانا. عندما حصلت بوتسوانا على الاستقلال عن بريطانيا في عام 1966، كانت البلاد جزءًا من منطقة راند النقدية.
في عام 1974، تم إنشاء بنك بوتسوانا والمؤسسات المالية والإطار القانوني للبنك المركزي في بوتسوانا المقرر إنشاؤه في عام 1975. تم إطلاق البولا كعملة وطنية في عام 1976، وفي عام 1977 أصبح بنك بوتسوانا هو المصرف الحكومي.

## روابط خارجية
- موقع بنك بوتسوانا الرسمي